# Zinsbuch
Das Zinsbuch umfasst sämtliche Festzinspositionen und variablen Zinspositionen eines Kreditinstituts. Daneben gibt es für die Eigenanlagen einer Bank das Aktien-, Beteiligungs- und Immobilienbuch.
Zinsbücher wurden im Spätmittelalter und in der frühen Neuzeit auch von Feudalherren verwendet, um die ihnen zustehenden Leistungen ihrer Untertanen zu beurkunden und bei Erfüllung zu quittieren. Auch Propsteien (wie das Kloster Holzkirchen) verwendeten Zinsbücher.